# هانك ماير
هانك ماير (بالإنجليزية: Hank Meijer)‏ هو شخصية أعمال أمريكي، ولد في 1952.

## وصلات خارجية
- هانك ماير على موقع إن إن دي بي (الإنجليزية)